# Vito Mussolini
Vito Mussolini (San Vito al Tagliamento, 5 settembre 1912 – Mercato Saraceno, 4 ottobre 1963) è stato un giornalista e politico italiano, nipote di Benito Mussolini. Fu direttore del quotidiano Il Popolo d'Italia.

## Biografia
Il padre era Arnaldo Mussolini, fratello minore di Benito. Il 22 dicembre 1931 divenne direttore del Popolo d'Italia (carica che mantenne fino al 26 luglio 1943). Nel 1932, con la morte del padre, divenne anche presidente della Scuola di mistica fascista Sandro Italico Mussolini. Il 23 luglio 1934 sul campo Breda a Sesto San Giovanni conseguì il brevetto di pilota aviatore. Nel 1936 prese parte alla guerra d'Etiopia come tenente pilota della 15ª Squadriglia, detta La Disperata, comandata da Galeazzo Ciano.
Sposò Silvia Tardini de Rosa l'8 febbraio 1937. Dopo l'8 settembre 1943 seguì lo zio nella Repubblica Sociale Italiana. Nel 1942 nacque il figlio Claudio che, nel dopoguerra, è stato iscritto al Partito Comunista Italiano. Dopo il 25 aprile 1945, fu rinchiuso nel campo di concentramento di Coltano. Negli anni cinquanta aderì al Partito Nazionale Monarchico e, fino alla morte, fu presidente del Centro Nazionale Sportivo Fiamma.